# Semion Rjișcin
Semion Rjișcin (în rusă Семён Ржищин; n. 15 februarie 1933, Moscova, RSFS Rusă, URSS – d. 27 decembrie 1986, Душанбе, Republica Sovietică Socialistă Tadjikă, URSS) a fost un atlet sovietic, medaliat olimpic. A participat la 2 ediții ale Jocurilor Olimpice (1956, 1960) în care a câștigat o medalie de bronz în proba de 3000 m obstacole.

## Palmares
| An   | Competiție           | Locație              | Loc | Note   |
| ---- | -------------------- | -------------------- | --- | ------ |
| 1956 | Jocurile Olimpice    | Melbourne, Australia | 5   | 8:44,6 |
| 1958 | Campionatul European | Stockholm, Suedia    | 2   | 8:38,8 |
| 1960 | Jocurile Olimpice    | Roma, Italia         | 3   | 8:42,2 |